# Grude socken
Grude socken i Västergötland ingick i Gäsene härad, ingår sedan 1974 i Herrljunga kommun och motsvarar från 2016 Grude distrikt.
Socknens areal är 18,72 kvadratkilometer varav 18,71 land. År 2000 fanns här 794 invånare.  Tätorten Ljung samt kyrkbyn Grude med sockenkyrkan Grude kyrka ligger i socknen.

## Administrativ historik
Socknen har medeltida ursprung. 
Vid kommunreformen 1862 övergick socknens ansvar för de kyrkliga frågorna till Grude församling och för de borgerliga frågorna bildades Grude landskommun. Landskommunen uppgick 1952 i Gäsene landskommun som 1974 uppgick i Herrljunga kommun. Församlingen uppgick 2010 i Hovs församling.
1 januari 2016 inrättades distriktet Grude, med samma omfattning som församlingen hade 1999/2000. 
Socknen har tillhört län, fögderier, tingslag och domsagor enligt vad som beskrivs i artikeln Gäsene härad. De indelta soldaterna tillhörde Älvsborgs regemente, Gäseneds kompani och Västgöta regemente, Elfsborgs kompani.

## Geografi
Grude socken ligger söder om Herrljunga. Socknen är en skogsbygd med inslag av odlingsbygd på mark som tidigare var en del av Svältorna.

## Byar och hemman
Grude socken består historiskt av följande byar och enstaka hemman. När en by har flera hemman anges också hemmansnumren.
- Apelås, enstaka hemman.
- Frinnestad, by med två hemman (1 Övregården och 2 Nedregården).
- Grude, socknens kyrkby med åtta hemman (1 Stommen, 2 Skattegården, 3 Östergården, 4 Bredgården, 5 Månsagården, 6 Göransgården, 7 Hallesgården och 8 Västergården).
- Hede, enstaka hemman.
- Kippe, enstaka hemman.
- Ljung, by med tre hemman (1 Östergården, 2 Mellomgården och 3 Västergården). Ljung var förr tingsställe i Gäsene härad. I slutet av 1800-talet var orten järnvägs-, post- och telegrafstation på Borås–Herrljunga järnväg. ”Nära stationen mötas flere vigtiga landsvägar och platsen är äfven tingsställe och gästgifvaregård. Byn Ljung sträcker sig äfven in i Hofs sn”, enligt Rosenbergs geografiska handlexikon.[8]
- Melltorp, by med två hemman (1 Östergården och 2 Övergården, också kallad Västergården).
- Muskås, enstaka hemman.
- Smedstorp, enstaka hemman.
- Stenö, enstaka hemman.

## Fornlämningar
Från järnåldern finns gravfält med domarringar, stensättningar och resta stenar.

## Befolkningsutveckling
Befolkningen ökade från 223 1810 till 339 1880 varefter den minskade till 284 1910 då den var som minst under 1900-talet. Därefter har folkmängden ökat till 786 1990.

## Namnet
Namnet skrevs 1364 Grodha och kommer från kyrkbyn. Namnet antas innehålla grodha, 'grus' syftande på att kyrkan ligger på en grusås.